# Sissel Kyrkjebø
Sissel Kyrkjebø (Bergen, 24 de junho de 1969), conhecida também apenas como Sissel, é uma cantora norueguesa.
Sissel tornou-se famosa cantando o Hino Olímpico (Hymne Olympique) nas cerimônias de abertura e fechamento dos Jogos Olímpicos de Inverno de 1994 em Lillehammer – em conjunto com Plácido Domingo, Charles Aznavour, Warren G. e The Chieftains – e sobretudo pela participação na trilha sonora do filme Titanic. A atuação de Sissel na trilha sonora de Titanic fez com que surgissem comparações de sua voz com a voz da cantora irlandesa Enya.
O estilo musical de Sissel é singular, das canções populares aos vocais clássicos. As vendas dos seus álbuns solo (não incluindo as trilhas sonoras e os outros álbuns em que contribuiu) somam mais de 9 milhões de vendas, a maioria delas na Noruega - um país de apenas 4,5 milhões de habitantes.